# Edmund Hastings, 1. Baron Hastings of Inchmahome
Edmund Hastings, 1. Baron Hastings of Inchmahome (* zwischen 1263 und 1269; † 23. oder 24. Juni 1314 bei Bannockburn) war ein englischer Adliger und Militär. 

## Herkunft
Edmund Hastings war ein jüngerer Sohn von Henry Hastings und von dessen Frau Joanna de Cantilupe. Sein Vater war während des Zweiten Kriegs der Barone einer der Führer der Rebellen gegen den König gewesen. Als Rebell waren ihm seine Güter abgesprochen worden, so dass er diese nach dem Ende des Bürgerkriegs zurückerwerben musste. John Hastings starb 1269, sein Erbe wurde Edmunds älterer Bruder John Hastings.

## Heirat mit einer schottischen Erbin
Durch die Gunst des englischen Königs Eduard I. hatte Hastings um 1293 Isabel, die Witwe von William Comyn of Kirkintilloch und Tochter und Erbin der schottischen Adligen Isabel, Countess of Menteith und von Sir John Russel heiraten dürfen. Kurz zuvor, am 6. Januar 1293, hatte Eduard I. dem schottischen König John Balliol befohlen, Isabel von ihrem Eid zu entbinden, nicht ohne Balliols Zustimmung zu heiraten, da er Edmund Hastings ihre Heirat bereits 1291 oder 1292 versprochen hätte, als Schottland unter seiner Herrschaft stand. Das schottische Parlament hatte 1285 Isabel der Jüngeren die Hälfte der Ländereien ihrer Mutter Isabel, Countess of Menteith zugesprochen. Durch die Heirat erwarb Hastings diese Ländereien, jedoch nicht den Anspruch auf den Titel Earl of Menteith. Als Urenkel von David of Huntingdon beanspruchte Hastings dazu selbst Besitzungen in Dundee sowie Teile der Baronien Inverbervie in Kincardineshire und Longforgan in Perthshire. Da Hastings den englischen König bei dessen Versuch, Schottland unter englische Oberherrschaft zu bringen, loyal unterstützte, wurden ihm am 26. Dezember 1295 die noch nicht zurückgegebenen Güter seines Vaters in Suffolk zugesprochen. Am 28. August 1296 schwor Hastings dem König als Oberherrn von Schottland die Treue. 
Obwohl Hastings nach Ausbruch des Schottischen Unabhängigkeitskrieges 1296 Schwierigkeiten hatte, die schottischen Besitzungen seiner Frau unter seiner Verwaltung zu halten, berücksichtigte Eduard I. seine Ansprüche ausdrücklich, als er am 22. Mai 1306 Edmunds älteren Bruder John die besetzten Ländereien von Alan Stewart, Earl of Menteith übertrug, dem Enkel von Walter Stewart.

## Teilnahme am Schottischen Unabhängigkeitskrieg
Im Krieg gegen Schottland wurde Hastings zwischen 1298 und 1310 regelmäßig zum Militärdienst aufgeboten. Ab 1299 wurde er auch regelmäßig in das Parlament berufen, wobei er sich nach Inchmahome, der wichtigsten Herrschaft von Menteith Lord Hastings of Inchmahome nannte. Anfang 1300 unterstützte er Eduard I. bei dessen Feldzug nach Annandale und im Juli bei der Belagerung von Caerlaverock. Wie zahlreiche andere englische Adlige unterschrieb er am 12. Februar 1301 den Brief an den Papst, in dem die englischen Barone dem Papst das Recht absprachen, über König Eduards Ansprüche auf Schottland zu urteilen. Im Februar 1302 wurde Hastings zum Verwalter von Berwick und im Juli 1306 von Perth ernannt. Im Juni 1308 ernannte Eduard II. ihn zu einem der drei Militärgouverneure für Schottland zwischen dem Forth und den Orkneys. Von 1310 bis 1311 war er Constable von Dundee und im Mai 1312 wieder Verwalter und Sheriff von Berwick. Im Sommer von 1314 nahm er am Feldzug von Eduard II. nach Schottland teil, der in der klaren Niederlage von Bannockburn endete, wo er fiel. Von ihm sind keine Kinder bekannt. 